# Maria Dolors Comas d'Argemir i Cendra
Maria Dolors Comas d'Argemir i Cendra (Barcelona, 10 d'agost de 1951) és una política i antropòloga catalana, diputada al Parlament de Catalunya en la VI i VII legislatures. Actualment imparteix classes a la Universitat Rovira i Virgili.

## Biografia
Llicenciada en filosofia i lletres i doctora en antropologia social per la Universitat de Barcelona. Ha ampliat estudis a l'Escola d'Estudis Superiors en Ciències Socials de París. És catedràtica d'antropologia social i cultural de la Universitat Rovira i Virgili i ha estat consellera a l'ajuntament de Tarragona (1995-2003) i diputada per Iniciativa per Catalunya - Verds a les eleccions al Parlament de Catalunya de 1999 i 2003, on ha presidit la Comissió del Síndic de Greuges, ha estat portaveu de la Comissió de Política Social i de la Comissió de Control de la Corporació Catalana de Ràdio i Televisió. També ha format part de la Comissió d'Immigració i fou membre de la ponència redactora de l'Estatut d'autonomia de Catalunya de 2006. Des del 2006 és membre del Consell de l'Audiovisual de Catalunya

## Obres[2]
- Trabajo, género y cultura la construcción de desigualdades entre hombres y mujeres (1995). Barcelona, Icària.
- Antropología económica (1998). Barcelona. Ariel.
- Los límites de la globalización
- Andorra, un país de frontera (1997). Lleida, Pagès Editors.
- Dones, les altres politiques
- Vides de dona (1990)
- Estudios de antropología social en el Pirineo aragonés (1994), conjuntament amb Joan Josep Pujadas Muñoz, Zaragoza, Departamento de Educación y Cultura.
- Etnografia (2004), conjuntament amb Joan Josep Pujadas Muñoz i Jordi Roca i Girona. Editorial UOC, 2004. Andorra, una economía de frontera
- Aladradas y Güellas: trabajo, sociedad y cultura en el Pirineo Aragonés (1985), conjuntament amb Joan Josep Pujadas Muñoz. Barcelona, Anthropos.